# Attilio Zuccagni-Orlandini
Attilio Zuccagni-Orlandini, nato Giuseppe Orlandini (Fiesole, luglio 1784 – Firenze, 25 novembre 1872), è stato un cartografo e geografo italiano.

## Biografia
Nato Giuseppe Orlandini, prese poi il nome dello zio materno, il botanico Attilio Zuccagni, quando questi morì lasciandolo suo erede, nel 1807. Laureatosi in medicina presso l'Università di Pisa, e dopo aver compiuto lunghi viaggi, in Italia e all'estero, rientrò a Firenze per dirigere un istituto privato e dedicarsi al mondo dell'istruzione.
Tuttavia, diventato capo della sezione statistica del Ministero delle finanze e riprendendo la passione emersa durante i suoi viaggi giovanili, che ebbero notevole influsso sulla sua opera, si dedicò presto allo studio della cartografia e della geografia. In questo contesto cominciò i suoi lavori più noti e complessi, quali le compilazioni monumentali relative alla corografia fisico-storica-statistica d'Italia, che interessò il periodo dal 1833 al 1845, e alle ricerche statistiche del Granducato di Toscana (7 volumi, in due diverse serie), dal 1848 al 1856.
Dal 1861 ottenne la cattedra di statistica presso l'Istituto di Studi Superiori Pratici e di Perfezionamento di Firenze, cattedra che resse fino al 1872, anno della morte. 
Il 19 febbraio 1835 divenne Socio dell'Accademia delle Scienze di Torino.

## Corografia d'Italia

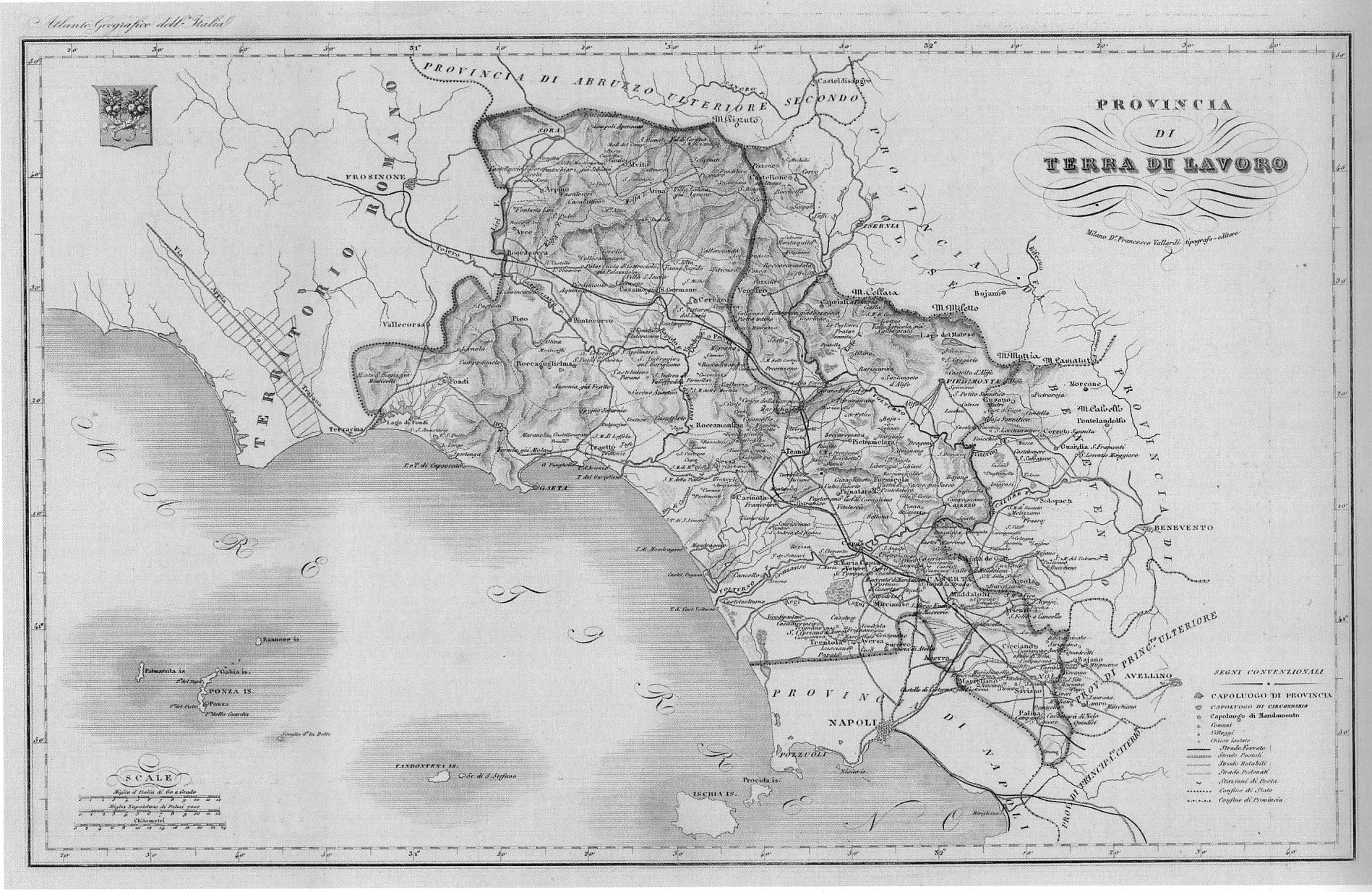
Carta della Provincia di Terra di Lavoro tratta da Corografia fisica, storica e statistica d'Italia e delle sue isole

L'opera principale dello Zuccagni-Orlandini è senza dubbio la Corografia fisica, storica e statistica dell'Italia e delle sue isole, cui dedicò più di un decennio. La Corografia si compone di dodici tomi (senza contare i vari supplementi), stampati come detto tra il 1833 e il 1845, ed è corredata da un atlante in due volumi e da numerose mappe geografiche e topografiche, nonché da tavole illustrative. L'opera è così articolata:
- 1. Introduzione, ossia notizie generali fisiche e storiche sull'Italia e prospetti topografici dei diversi suoi stati.
- 2.1 Italia superiore o settentrionale. Principato di Monaco.
- 2.2. Italia superiore o settentrionale. Stati sardi italiani di terraferma.
- 3. Continuazione della corografia fisica, storica e statistica degli Stati sardi italiani di terraferma.
- 4. Corografia fisica, storica e statistica degli Stati sardi italiani di terraferma. Continuazione della topografia storico-governativa.
- 5. Italia superiore o settentrionale. Regno Lombardo-Veneto.
- 6. Italia superiore o settentrionale. (Proseguimento) Regno Lombardo Veneto.
- 7.1 Italia superiore o settentrionale. Frazioni territoriali italiane incorporate nella Confederazione elvetica.
- 7.2 Italia superiore o settentrionale. Frazioni territoriali italiane incorporate nell'Impero austriaco.
- 8.1 Italia superiore o settentrionale. Ducati di Parma, Piacenza e Guastalla.
- 8.2 Italia superiore o settentrionale. Stati estensi.
- 8.3 Italia media o centrale. Ducato di Lucca.
- 9.1 Italia media o centrale. Granducato di Toscana.
- 9.2.Italia media o centrale. Repubblica di San Marino.
- 10. Italia media o centrale. Stato pontificio.
- 11. Italia inferiore o meridionale. Parte 11. Regno delle due Sicilie: dominj di qua dal Faro.
- 12: Isole. Isole appartenenti a stati italiani. Isole del Granducato di Toscana.

La suddivisione in volumi e le relative date di pubblicazione sono le seguenti.
| TITOLO | SOTTOTITOLO | ANNO PUBBLICAZIONE | VOLUME             | TESTO IN FORMATO ELETTRONICO |
| --- | --- | ------------------ | ------------------ | ---------------------------- |
| INTRODUZIONE ossia notizie generali fisiche e storiche sull'Italia e prospetti topografici dei diversi suoi stati | | 1845               | I                  |                              |
| Parte I PRINCIPATO DI MONACO                                                                                      | | 1835               | II                 |                              |
| Parte II STATI SARDI ITALIANI DI TERRAFERMA                                                                       | Corografia fisica e storica | 1837               | II                 |                              |
| Parte II STATI SARDI ITALIANI DI TERRAFERMA                                                                       | Corografia statistica -Sezione I Governo dello Stato -Sezione II Topografia storico-governativa --I Governo e Topografica del Ducato di Genova                         | 1836               | III                |                              |
| Parte II STATI SARDI ITALIANI DI TERRAFERMA                                                                       | continuazione della topografia statistica -- II Governo e topografia della Divisione militare di Nizza … -- VII Governo e topografia della Divisione militare di Cuneo | 1837               | IV                 |                              |
| Parte II STATI SARDI ITALIANI DI TERRAFERMA                                                                       | - Sezione III Industria | 1838               | IV supplemento     |                              |
| Parte III REGNO LOMBARDO-VENETO                                                                                   | | 1844               | V                  |                              |
| Parte III REGNO LOMBARDO-VENETO                                                                                   | segue | 1844               | VI                 |                              |
| Parte III FRAZIONI TERRITORIALI ITALIANE INCORPORATE NELLA CONFEDERAZIONE ELVETICA                                | | 1840               | VII                |                              |
| Parte VI DUCATI DI PARMA, PIACENZA E GUASTALLA                                                                    | | 1839               | VIII               |                              |
| Parte VI STATI ESTENSI                                                                                            | | 1845               | VIII parte seconda |                              |
| Parte VII DUCATO DI LUCCA                                                                                         | | 1845               | VIII parte seconda |                              |
| Parte VIII GRANDUCATO DI TOSCANA                                                                                  | |                    |                    |                              |
| Parte IX STATO PONTIFICIO                                                                                         | | 1843               | IX                 |                              |
| Parte IX STATO PONTIFICIO                                                                                         | | 1843               | X supplemento      |                              |
| Parte X REPUBBLICA DI S. MARINO                                                                                   | | 1845               | X supplemento      |                              |
| Parte XI REGNO DELLE DEI SICILIE - DOMINI AL DI QUA DAL FARO                                                      | | 1844               | XI                 |                              |
| Parte XI REGNO DELLE DEI SICILIE - DOMINI AL DI QUA DAL FARO                                                      | | 1845               | XI supplemento     |                              |
| Parte XII ISOLE APPARTENENTI A STATI ITALIANI                                                                     | | 1842               | XII                |                              |

## Opere "minori"
- Atlante illustrativo, ossia Raccolta dei principali monumenti italiani antichi, del medio evo e moderni e di alcune vedute pittoriche, 3 voll., Firenze 1845.
- Ricerche statistiche sul Granducato di Toscana, 5 voll., stamperia Granducale, Firenze 1848-1854.
- Ricerca statistiche sul Granducato di Toscana. Serie Seconda, 2 voll., Tip. Tofani, Firenze 1855-1856.
- Atlante geografico, orografico e idrografico dello Stato Pontificio, Tip. Monti, Bologna 1857.
- Dizionario topografico dei comuni compresi entro i confini naturali dell'Italia, Società Editrice di patrii documenti storico-statistici, Firenze 1861
- Raccolta di dialetti italiani: con illustrazioni etnologiche, Tip. Tofani, Firenze 1864.
- Elementi di statistica, Tip. popolare Ducci, Firenze 1869.
- Roma e l'Agro romano: illustrazioni storico-economiche, Tip. Caselli, Firenze 1870.